# Ministerium für natürliche Ressourcen der Volksrepublik China

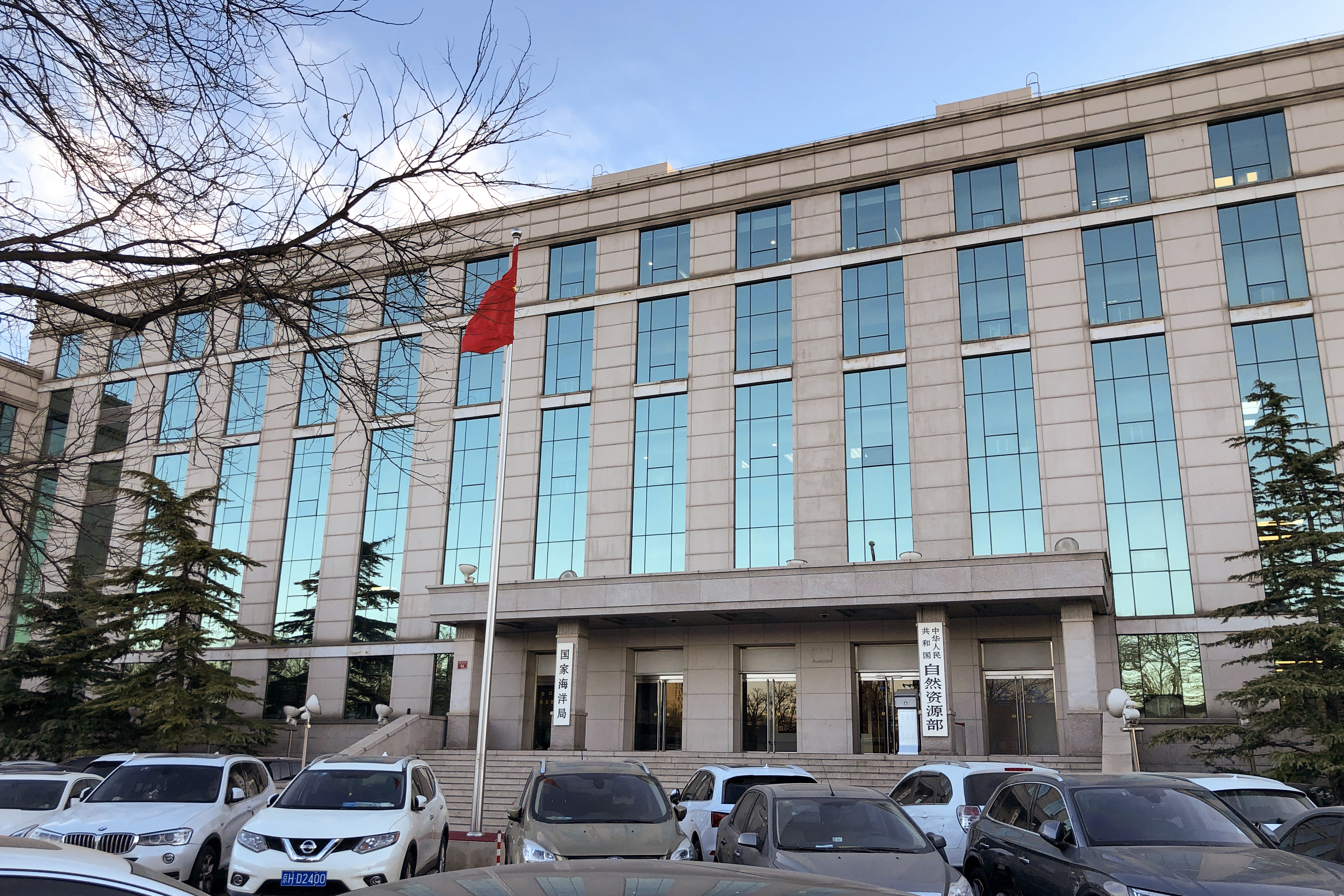
Ministerium für natürliche Ressourcen

Das Ministerium für natürliche Ressourcen der Volksrepublik China (chinesisch 中华人民共和国自然资源部, Pinyin Zhōnghuá Rénmín Gònghéguó Zìrán Zīyuán Bù) ist ein Ministerium, das dem Staatsrat unterstellt ist. Es ging am 17. März 2018 aus dem Ministerium für Bodenressourcen hervor und ist sowohl für Erschließung und Nutzung natürlicher Ressourcen als auch für deren Schutz zuständig. Minister für natürliche Ressourcen ist seit dem 24. Juni 2022 der Wirtschaftsgeograph Wang Guanghua (王广华, * 1963).

## Geschichte

### Ministerium für Geologie

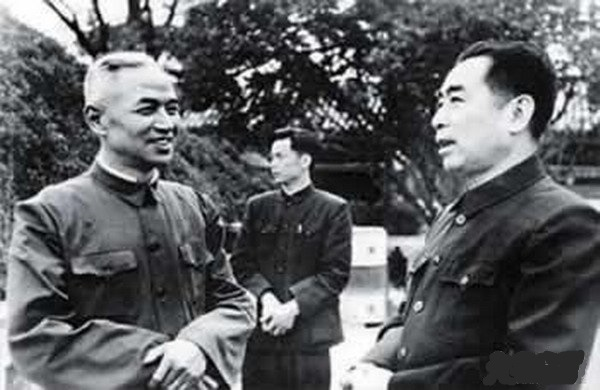
Li Siguang und Zhou Enlai 1952

Bereits seit der Gründung der Republik China am 1. Januar 1912 gab es der Zentralregierung unterstehende Einrichtungen, die sich mit der Erkundung von Bodenschätzen befassten. Nach der Gründung der Volksrepublik China am 1. Oktober 1949 wurden diese Einrichtungen im April 1950 neu geordnet und 15 Institute für geologische Prospektion (地质调查所) mit insgesamt 800 Mitarbeitern geschaffen.
Im April 1950 kehrte der berühmte Geologe Li Siguang aus Großbritannien nach China zurück und kam am 6. Mai 1950 in Peking an. Einen Tag später, am 7. Mai 1950 besuchte ihn Premierminister Zhou Enlai und bat ihn, die geologischen Arbeiten in ganz China so zu organisieren, dass sie dem Aufbau des Landes bestmöglich dienten. Daraufhin holte Li Siguang die Meinung von 299 chinesischen Geologen ein und schlug schließlich die Bildung einer „Chinesischen Planungs- und Lenkungskommission für geologische Arbeiten“ (中国地质工作计划指导委员会) vor, die die Erkundung von Bodenschätzen zentral koordinieren sollte.
Am 25. August 1950 folgte der Staatsrat dem Vorschlag, die Kommission wurde offiziell gegründet, ihr Vorsitzender wurde Li Siguang.
Der Schwerpunkt der Arbeit lag zunächst bei der Suche nach Lagerstätten von Kohle, Eisen, Erdöl und Nichteisenmetallen. So übernahm die Kommission die Koordinierung der seit dem 23. Mai 1950 laufenden Erkundung der Eisenerzvorkommen von Bayan Obo in der Inneren Mongolei. Diese stellten sich als sehr reichhaltig heraus, und so wurde dort ab 1957 das Stammwerk der heutigen Inner Mongolia BaoTou Steel Union errichtet.
Bereits am 7. August 1952 hatte der Staatsrat beschlossen, die Kommission zum Ministerium für Geologie (地质部) hochzustufen, erster Minister wurde Li Siguang.
Im Frühjahr 1951 hatte der Finanz- und Wirtschaftsrat der Regierung (中央财经委员会) unter der Leitung von Chen Yun mit den Vorarbeiten für den 1. Fünfjahresplan (1953–1957) begonnen.
Hierbei lag nach sowjetischem Vorbild das Hauptaugenmerk auf der Schwerindustrie. Auf einer Sitzung im November 1952 betonte Chen Yun die hohe Bedeutung der Geologie für den Aufbau des Landes und forderte, dass das Ministerium ab 1953 in einem vorgegebenen Zeitraum eine vorgegebene Lagermenge von Erzen zu finden habe. Es wurde beschlossen, dass das Ministerium eine geologische Gesamtaufnahme des Landes durchzuführen, bereits existierendes Material über mineralische Ressourcen zu sammeln und neue Lagerstätten geologisch zu untersuchen habe.
Bei der Erfüllung der gestellten Aufgaben war das Ministerium für Geologie sehr erfolgreich. So lautete zum Beispiel die Vorgabe für den 1. Fünfjahresplan, bis 1957 mindestens 2,47 Milliarden Tonnen Eisenerz zu finden – tatsächlich wurden im genannten Zeitraum Lagerstätten mit insgesamt 5,6 Milliarden Tonnen entdeckt. Neben dem Eisenerz für die Stahlproduktion, die damals als Hauptindikator für die Fortschrittlichkeit eines Landes galt, erkundete das Ministerium auch Lagerstätten für Erdgas und Uran. Außerdem begann man Ende Februar 1958 mit den ersten geologischen Untersuchungen für die 2012 fertiggestellte Drei-Schluchten-Talsperre und befasste sich ab 1966 unter dem Eindruck der Xingtai-Erdbeben (8. bis 29. März 1966) mit Forschungen zur Erdbebenvorhersage.
Wenige Monate nach den Erdbeben brach die Kulturrevolution aus. Am 22. Juni 1970 wurde das Ministerium für Geologie aufgelöst und das Personal mit dem einer Reihe weiterer mit Industrie befasster Behörden von der neu eingerichteten Staatlichen Revolutionären Planungskommission (国家计划革命委员会) übernommen. Innerhalb der Planungskommission existierte das ehemalige Ministerium jedoch unter der Bezeichnung „Büro für Geologie“ (地质局) als eigene Abteilung weiter. Li Siguang starb am 29. April 1971 im Alter von 81 Jahren, und als das Büro für Geologie am 30. September 1975 zum Staatlichen Hauptbüro für Geologie (国家地质总局) hochgestuft wurde, übernahm der ehemalige Verkehrsminister Sun Daguang (孙大光, 1917–2005) die Leitung der neuen Behörde.
Durch das Chaos der Kulturrevolution war nicht nur die industrielle Produktion, sondern auch die Suche nach Bodenschätzen stark behindert worden. So hatten zum Beispiel die Goldvorräte der Volksrepublik China 1975 einen historischen Tiefstand erreicht. Die erste Aufgabe, die Premierminister Zhou Enlai dem Hauptbüro für Geologie übertrug, war die Suche nach Gold. Auch dort war man sehr erfolgreich – die Jahresproduktion an Feingold konnte auf über 100 Tonnen gesteigert werden.
Nach dem Sturz der Viererbande und dem Ende der Kulturrevolution im Herbst 1976 wurde am 13. September 1979 per Beschluss des Ständigen Ausschusses des Nationalen Volkskongresses das Ministerium für Geologie wiederhergestellt. Minister für Geologie wurde Sun Daguang.

### Ministerium für Geologie und mineralische Ressourcen
Am 4. Mai 1982 wurde das Ministerium für Geologie per Beschluss des Ständigen Ausschusses des Nationalen Volkskongresses in „Ministerium für Geologie und mineralische Ressourcen“ (中华人民共和国地质矿产部) umbenannt und in der Aufgabenbeschreibung explizit die Überwachung und Koordinierung der Prospektions- und Erschließungsaktivitäten von Bodenschätzen hinzugefügt. Leiter des Ministeriums blieb zunächst Sun Daguang, bis er 1985 von seinem bisherigen Stellvertreter Zhu Xun (朱训, * 1930) abgelöst wurde, der am Polytechnischen Institut Nowotscherkassk und an der Bergakademie Dnepropetrowsk Geologie mit Schwerpunkt auf Prospektion studiert hatte.
Die Legitimation des Ministeriums beruhte ursprünglich nur auf der Verordnung vom 4. Mai 1982. Am 19. März 1986 verabschiedete der Ständige Ausschuss des Volkskongresses jedoch das „Gesetz der Volksrepublik China über die mineralischen Ressourcen“ (中华人民共和国矿产资源法), in dem festgeschrieben war, dass alle Bodenschätze dem Staat gehörten und dem Ministerium die alleinige Zuständigkeit für deren Prospektion und Erschließung zugewiesen wurde.
Für die bereits bekannten Lagerstätten war das am 7. August 1987 gegründete Staatliche Büro für die Verwaltung von Erzlagerstätten (国家矿产储量管理局) zuständig. Dieses wurde jedoch im März 1993 per Beschluss des Nationalen Volkskongresses in das Ministerium für Geologie und mineralische Ressourcen integriert. In derselben Parlamentssitzung wurden die Weisungsbefugnisse des Ministeriums gegenüber den örtlichen geologischen Behörden beschnitten und diesen mehr Autonomie zugestanden. Auf der anderen Seite wurden dem Ministerium nun auch Umweltschutzaufgaben zugewiesen, vor allem die Erkundung, Bewertung und Planung der Nutzung von Grundwasservorkommen.

### Ministerium für Bodenressourcen
Am 10. März 1998 beschloss der Nationale Volkskongress, im Rahmen einer Kabinettsreform das Ministerium für Geologie und mineralische Ressourcen mit dem Staatlichen Büro für Landverwaltung (国家土地管理局), der Staatlichen Ozeanverwaltung (国家海洋局) und dem Staatlichen Vermessungsamt (国家测绘局) zum Ministerium für Bodenressourcen (中华人民共和国国土资源部) zusammenzulegen. Das Büro für Landverwaltung und das Vermessungsamt (später in 国家测绘地理信息局 umbenannt) blieben jedoch als eigenständige, von einem Staatssekretär geleitete Abteilungen des Ministeriums erhalten. Zum Minister für Bodenressourcen wurde gut eine Woche später der Erdölingenieur Zhou Yongkang ernannt, ein Spezialist für geophysikalische Prospektion. Neben der neu hinzugekommenen Zuständigkeit für Landnutzung und ozeanische Ressourcen wurden dem neugebildeten Ministerium auch die bisher bei anderen Behörden angesiedelten Zuständigkeiten für Metallurgie, Kohle, chemische Industrie, Atomindustrie und Nichteisenmetalle übertragen, sofern sie die mineralischen Ressourcen betrafen. Die Zuständigkeit für die Grundwasservorkommen wurde dem Ministerium dagegen entzogen und dem Ministerium für Wasserwirtschaft der Volksrepublik China übertragen.
Durch die weitreichenden Kompetenzen gab es an der Ministeriumsspitze zahlreiche Möglichkeiten für Korruption und Machtmissbrauch. Zhou Yongkang geriet zwar erst im Sommer 2013 im Rahmen der Antikorruptionskampagne unter Xi Jinping ins Visier der Ermittlungsbehörden, Tian Fengshan, der am 1. März 2000 seine Nachfolge angetreten hatte, wurde jedoch am 28. Oktober 2003 als amtierender Minister seines Amtes enthoben. Sein Nachfolger wurde der Metallurgie-Ingenieur Sun Wensheng.

### Ministerium für natürliche Ressourcen
Am 17. März 2018 wurde per Beschluss des Nationalen Volkskongresses das Ministerium für Bodenressourcen mit dem Staatlichen Vermessungsamt aufgelöst und das Ministerium für natürliche Ressourcen gegründet. Die Staatliche Ozeanverwaltung wurde als Abteilung des neuen Ministeriums beibehalten. Dem Ministerium für natürliche Ressourcen wurden weitreichende Umweltschutzaufgaben zugewiesen, es ist zuständig für den Schutz von Gewässern, Wäldern und Grasland, Stadtplanung sowie die Reparatur von Ökosystemen.
Seit der Probenrückführmission Chang’e 5 Ende 2020 ist das Ministerium für natürliche Ressourcen zusammen mit dem Ministerium für Wissenschaft und Technologie und dem Ministerium für Bildung auch für die Ressourcen auf dem Mond zuständig.

## Behördenleiter
|                                                      | Name                            | Amtszeit    |
| ---------------------------------------------------- | ------------------------------- | ----------- |
| Ministerium für Geologie                             |                                 |             |
|                                                      | Li Siguang                      | 1952 – 1970 |
| Staatliches Hauptbüro für Geologie                   |                                 |             |
|                                                      | Sun Daguang (孫大光, 1917–2005) | 1975 – 1979 |
| Ministerium für Geologie                             |                                 |             |
|                                                      | Sun Daguang (孫大光, 1917–2005) | 1979 – 1982 |
| Ministerium für Geologie und mineralische Ressourcen |                                 |             |
|                                                      | Sun Daguang (孫大光, 1917–2005) | 1982 – 1985 |
|                                                      | Zhu Xun (朱训, * 1930)          | 1985 – 1994 |
|                                                      | Song Ruixiang (宋瑞祥, * 1939)  | 1994 – 1998 |
| Ministerium für Bodenressourcen                      |                                 |             |
|                                                      | Zhou Yongkang                   | 1998 – 2000 |
|                                                      | Tian Fengshan                   | 2000 – 2003 |
|                                                      | Sun Wensheng                    | 2003 – 2007 |
|                                                      | Xu Shaoshi                      | 2007 – 2013 |
|                                                      | Jiang Daming                    | 2013 – 2018 |
| Ministerium für natürliche Ressourcen                |                                 |             |
|                                                      | Lu Hao                          | 2018 – 2022 |
|                                                      | Wang Guanghua (王广华, * 1963)  | Seit 2022   |

## Struktur
Neben den üblichen Verwaltungsabteilungen wie Kanzlei, Personalbüro etc. gibt es im Ministerium für natürliche Ressourcen Stand 2022 folgende Fachbereiche:
- Erkundung natürlicher Ressourcen (自然资源调查监测司)
- Registrierung von Nutzungsrechten natürlicher Ressourcen (自然资源确权登记局)
- Rechte und Interessen der registrierten Nutzer natürlicher Ressourcen (自然资源所有者权益司)
- Erschließung und Nutzung natürlicher Ressourcen (自然资源开发利用司)
- Landesplanung (国土空间规划局)
- Aufsicht über die Nutzung von Land und Raum (国土空间用途管制司)
- Reparatur von Ökosystemen (国土空间生态修复司)
- Schutz von Ackerland (耕地保护监督司)
- Geologische Prospektion (地质勘查管理司)
- Verwaltung von Schürfrechten (矿业权管理司)
- Schutz mineralischer Ressourcen (矿产资源保护监督司)
- Strategische Planung und kommerzielle Nutzung der Ozeane (海洋战略规划与经济司)
- Verwaltung der Seegebiete und Inseln (海域海岛管理司)
- Warnung vor ozeanischen Gefahren (海洋预警监测司)
- Kartierung des Staatsgebiets (国土测绘司)
- Geografische Informationen (地理信息管理司)
- Internationale Zusammenarbeit in Bezug auf Rechte und Interessen an den Ozeanen (国际合作司（海洋权益司）)

Außerdem sind beim Ministerium folgende Dienststellen angesiedelt:

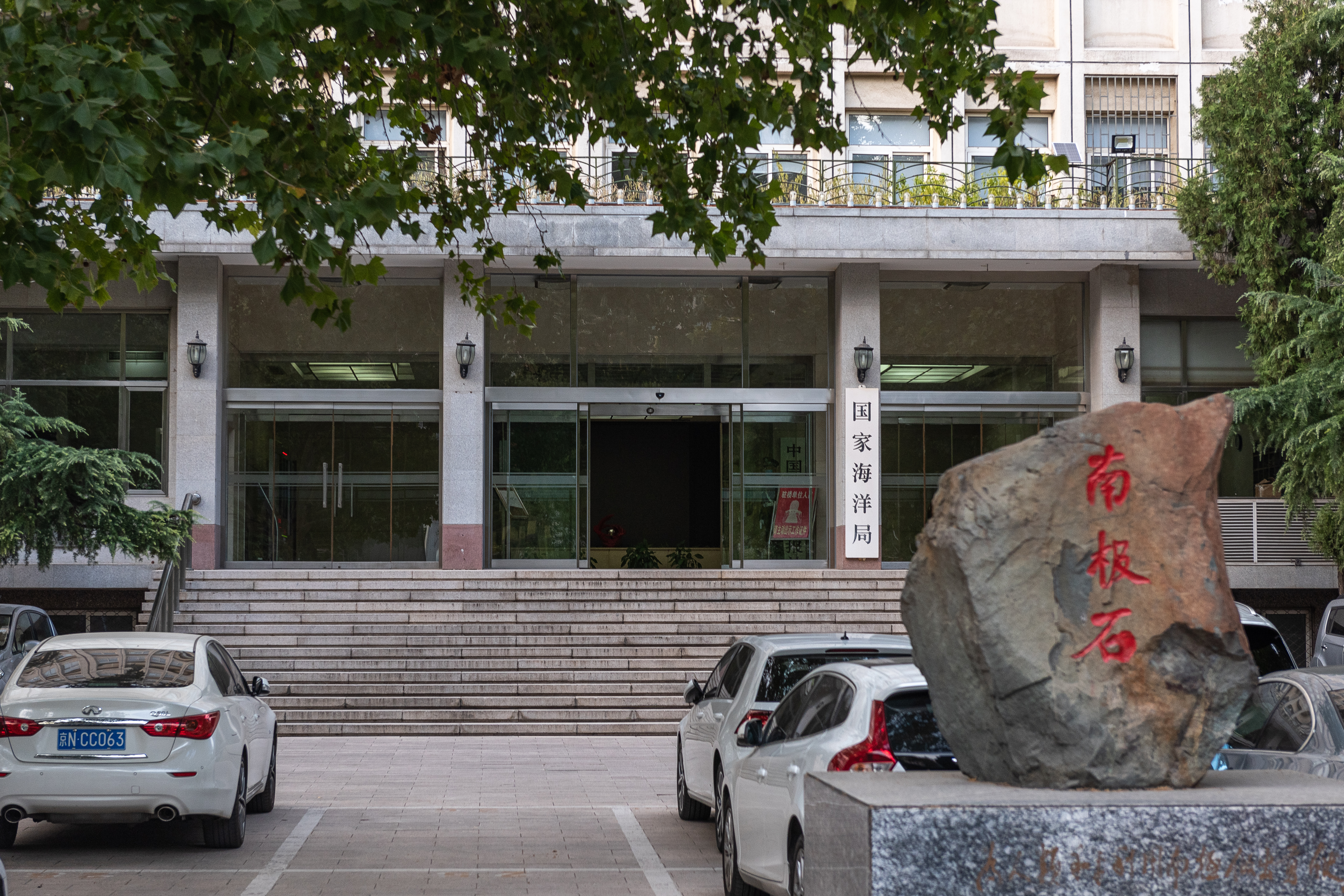
Staatliche Ozeanverwaltung (auf dem Felsen steht „Südpolstein“)

- Büro der Nationalen Naturressourcenpolizei (国家自然资源总督察办公室)
- Staatliche Ozeanverwaltung (国家海洋局)
  - Büro für Arktis- und Antarktisforschung (国家海洋局极地考察办公室)
- Staatliche Forst- und Graslandverwaltung (国家林业和草原局)
- Staatliche Parkverwaltung (国家公园管理局)
- Chinesisches Amt für Geologie (中国地质调查局)

Dazu kommen noch Außenstellen im ganzen Land sowie dem Ministerium direkt unterstellte Einrichtungen wie das Zentrum für die Anwendung von Festlandsfernerkundungssatelliten (国土卫星遥感应用中心, LASAC), das Nationale Zentrum für ozeanographische Satellitenanwendungen (国家卫星海洋应用中心), das Edelsteinprüfzentrum (宝石中心), das 2. Meeresforschungsinstitut in Hangzhou, das Chinesische Polarforschungszentrum etc.
Am 6. Juli 2023 wurde unter dem Dach des Ministeriums unter Beteiligung des Zentrums für die Anwendung von Festlandsfernerkundungssatelliten und des Nationalen Zentrums für ozeanographische Satellitenanwendungen zusammen mit der Ägyptischen Raumfahrtbehörde, dem in Nairobi angesiedelten Regional Centre for Mapping of Resources for Development und weiteren Behörden aus Kap Verde, Ghana, Ruanda und Südafrika das Chinesisch-Afrikanische Kooperationszentrum für die Anwendung von Fernerkundungssatelliten (中非卫星遥感应用合作中心) gegründet. Hierbei handelt es sich um eine gemeinsame Plattform zum Teilen von Fernerkundungsdaten, insbesondere über die natürlichen Ressourcen in den afrikanischen Küstengebieten, mit speziellem Fokus auf Mangroven.